# Sergio Cirio
Sergio Cirio Olivares (Barcelona, 9 de marzo de 1985) es un ex-futbolista y entrenador de fútbol español, que jugó de centrocampista y actualmente dirige a la Unión Deportiva Ibiza "B" de la Regional Preferente Ibiza-Formentera.

## Trayectoria

### Como jugador
Nacido en Barcelona, Cirio residió en su infancia en el barrio de Pomar (Badalona), en edad alevín ingresó en La Masía donde se formó durante 6 temporadas en el FC Barcelona. Acabó la etapa juvenil pero no completó el paso al filial blaugrana, realizó su debut en Segunda División B en las filas de CF Badalona en la temporada 2004-2005 y en las temporadas siguientes jugaría en el Real Club Deportivo Mallorca "B" y CE Europa.
En la temporada 2007-08, Cirio jugó para Atromitos F.C. en la Superliga de Grecia. Marcó su primer gol en la Superliga de Grecia el 2 de septiembre de 2007 en una victoria por 2-1 en casa sobre el Levadiakos FC. 
Tras su etapa en Grecia de una temporada, regresó a España para defender las camiseta del Orihuela Club de Fútbol. 
Durante la temporada 2009-10 anotaría la cifra de 31 goles en la Associació Esportiva Prat en Tercera División.
Más tarde, desde 2010 a 2013 jugaría durante 3 temporadas en las filas del Centre d'Esports L'Hospitalet de Segunda División B, en los que anotaría 37 goles, incluido uno en la fase de ascenso a Segunda División.
El 9 de noviembre de 2011, jugando en las filas del Centre d'Esports L'Hospitalet, se enfrentaría al FC Barcelona en 1/16 de final de la Copa del Rey en un encuentro que acabaría con cero goles a uno, gol de Andrés Iniesta. En la vuelta, con resultado de 9-0 en el Camp Nou, no jugó.
El 8 de julio de 2013 firmó un contrato de dos años con Adelaide United de la A-League, para ponerse a las órdenes del técnico español Josep Gombau. Marcó su primer gol para el club el 18 de octubre, un penalti en un empate 2-2 contra el Melbourne Victory FC. Su primer triplete en Australia se produjo el 23 de febrero de 2014, en una derrota por 3-4 frente al el Melbourne Victory FC. 
En 2016, a las órdenes de Guillermo Amor conquistó la A-League junto a los españoles Pablo Sánchez Alberto y Isaías Sánchez.
En julio de 2017, después de 20 goles y siete asistencias en cuatro temporadas con Adelaide United, con 32 años decide regresar a España para firmar con la Unión Deportiva Ibiza de Tercera División. Tras llegar a jugar play-off de ascenso en la temporada 2017-18 con el equipo ibicenco y quedar eliminados, lograría el ascenso a la Segunda División B de España en los despachos y se convertiría en su capitán durante las siguientes temporadas en Segunda División B, siguiendo con su olfato de gol.
Durante la temporada 2018-19, en su regreso en la Segunda División B jugaría 31 partidos y anotaría 11 goles en el Grupo IV.
Durante la temporada 2019-20, jugaría 26 partidos y anotaría 3 goles en el Grupo I de Segunda División B hasta el parón liguero por coronavirus.
En la temporada 2020-21, jugaría 13 partidos y anotaría 2 goles, logrando con el conjunto ibicenco a la Segunda División de España y se retiraría de la práctica del fútbol con 37 años.

### Como entrenador
Tras colgar las botas, comenzaría su formación como entrenador en la UD Ibiza, siendo entrenador del equipo juvenil del U.D. Ibiza-Eivissa en la temporada 2021-22.
En la temporada 2022-23, se convierte en entrenador de la Unión Deportiva Ibiza "B" de la Regional Preferente Ibiza-Formentera.
El 1 de mayo de 2024, tras la destitución de Guillermo Fernández Romo al frente del primer equipo, dirige las sesiones de entrenamiento de la Unión Deportiva Ibiza de la Primera Federación hasta la llegada de Onésimo Sánchez.

## Clubes

### Como jugador
| Club                             | País      | Año       |
| -------------------------------- | --------- | --------- |
| CF Badalona                      | España    | 2004-2005 |
| Real Club Deportivo Mallorca "B" | España    | 2005-2006 |
| CE Europa                        | España    | 2006-2007 |
| Atromitos FC                     | Grecia    | 2007-2008 |
| Orihuela Club de Fútbol          | España    | 2008-2009 |
| Associació Esportiva Prat        | España    | 2009-2010 |
| Centre d'Esports L'Hospitalet    | España    | 2010-2013 |
| Adelaide United                  | Australia | 2013-2017 |
| Unión Deportiva Ibiza            | España    | 2017-2021 |

### Como entrenador
| Club             | País   | Año             |
| ---------------- | ------ | --------------- |
| UD Ibiza Juvenil | España | 2021-2022       |
| UD Ibiza B       | España | 2022-actualidad |

## Palmarés

### Como jugador

#### Campeonatos nacionales
| Título   | Club            | País      | Año  |
| -------- | --------------- | --------- | ---- |
| FFA Cup  | Adelaide United | Australia | 2014 |
| A-League | Adelaide United | Australia | 2016 |